# Dariusz Kałuża
Dariusz Piotr Kałuża (ur. 5 listopada 1967 w Pszczynie) – polski duchowny rzymskokatolicki, misjonarz, członek Misjonarzy Świętej Rodziny, biskup diecezjalny Goroka w latach 2016–2020, biskup diecezjalny Bougainville od 2020.

## Życiorys
Urodził się 5 listopada 1967 w Pszczynie. W 1985, po zakończeniu nauki w Niższym Seminarium Duchownym w Częstochowie wstąpił do Zgromadzenia Misjonarzy Świętej Rodziny. W 1987 złożył pierwsze śluby zakonne, a następnie odbył studia filozoficzno–teologiczne w Wyższym Seminarium Duchownym tego zgromadzenia w Kazimierzu Biskupim. Święcenia prezbiteratu przyjął 8 maja 1993. Po trzech latach pracy duszpasterskiej w parafii w Złotowie został wysłany w 1996 na kurs języka angielskiego do Wielkiej Brytanii. W 1997 rozpoczął pracę misyjną w Papui-Nowej Gwinei.
Następnie jako misjonarz w diecezji Mendi pełnił następujące funkcje: 1997–2004: proboszcz (dwóch) parafii; 2004–2005: dyrektor diecezjalnego Centrum Formacyjnego dla Katechetów; 2006–2015: wikariusz generalny; 2011–2012: administrator diecezji Mendi; 2015–2020: proboszcz parafii w Saidor oraz wikariusz ds. duszpasterskich w archidiecezji Madang.
9 czerwca 2016 papież Franciszek prekonizował go biskupem diecezjalnym Goroka. Święcenia biskupie otrzymał 20 sierpnia 2016 na placu przed katedrą Maryi Wspomożycielki z Kefamo w Goroka, a następnego dnia odbył ingres do katedry. Głównym konsekratorem był Francesco Sarego, emerytowany biskup Goroka, zaś współkonsekratorami Douglas Young, arcybiskup metropolita Mount Hagen, i Stephen Reichert, arcybiskup metropolita Madangu. Jako zawołanie biskupie przyjął słowa „Long tok tru na Laikpasin” (W prawdzie i miłości).
12 września 2020 papież Franciszek przeniósł go na stolicę biskupią w Bougainville. Ingres do katedry Wniebowzięcia Najświętszej Marii Panny w Buka, w trakcie którego kanonicznie objął urząd, odbył 15 listopada 2020.